# Róbert latin császár
Courtenay Róbert (1201 körül – Morea, 1228 januárja) latin császár 1219-től haláláig.

## Élete
Amikor Franciaországba érkezett Péter császár halálhíre, elsőszülött fia, a Namurt öröklő Fülöp lemondott legidősebb öccse javára a trónról. Az új császár csak 1221-ben érkezett meg a Konstantinápolyi Latin Császárságba, amit addig anyja, majd Jolánta halála után Béthune-i Conon kormányzott mint régens. 
Miután császárrá koronázták, nyomban segítségért folyamodott III. Honoriusz pápánál és II. Fülöp Ágost francia királynál, mivel az Epiruszi Despotátus és a Nikaiai Császárság folyamatosan ragadták el országa területeit. Nyugatról azonban alig érkezett segély, így Róbert kénytelen volt békét kötni legnagyobb ellenségével, III. (Vatatzész) János nikaiai császárral, és megígérni, hogy elveszi a sógorának, I. (Laszkarisz) Theodórosz nikaiai császárnak (aki Róbert húgát, Máriát vette feleségül) a leányát, III. János sógornőjét, Laszkarina Eudokiát, akivel már korábban eljegyezték. Az ígéretét azonban felrúgta, és egy burgundi nemessel már eljegyzésben álló francia hölgyet, Neufville úrnőt vett nőül, akinek csalódott jegyese összeesküvést szőtt ellene, és elcsalta Konstantinápolyból a latin császárt. Róbert 1228 elején hunyt el Moreában.